# Zingiber thorelii
Zingiber thorelii är en enhjärtbladig växtart som beskrevs av François Gagnepain. Zingiber thorelii ingår i släktet Zingiber och familjen Zingiberaceae. Inga underarter finns listade i Catalogue of Life.